# Centreville (Alabama)
Centreville es una ciudad ubicada en el condado de Bibb en el estado estadounidense de Alabama. En el censo de 2000, su población era de 2466.

## Demografía
En el 2000 la renta per cápita promedia del hogar era de $31,842, y el ingreso promedio para una familia era de $43,309. El ingreso per cápita para la localidad era de $15,449. Los hombres tenían un ingreso per cápita de $32,250 contra $21,654 para las mujeres.

## Geografía
Centreville se encuentra ubicada en las coordenadas 32°57′0″N 87°8′4″O / 32.95000, -87.13444 (32.950000, -87.134708).
Según la Oficina del Censo de los EE. UU., la ciudad tiene un área total de 9.71 millas cuadradas (25.16 km²).